# カフェイン・エルゴタミン
カフェイン/エルゴタミン配合剤（カフェインエルゴタミンはいごうざい、英: Caffeine/ergotamine、製品名：カフェルゴット〔英: Cafergot〕）は、酒石酸エルゴタミンとカフェインからなる合剤。この組み合せは血管性頭痛、 片頭痛 などの治療に用いられる。

## 用途
正しいタイミングでの使用が重要である。 カフェルゴット（Cafergot）は、頭痛の治療にも用いられるし、頭痛の増悪を防止する。進行の終えた完成した頭痛では効果は薄い。この薬は頭痛の予兆がみられた時点で投与されるべきである。
一日当たり、または一週間当たりの服用量には制限がある。 薬剤の情報については種々あるため、患者は医師・薬剤師に尋ねると良い。
カフェルゴット現在製造販売されていない。日本ではクリアミンA/Sが配合剤として近い（ただしイソプロピルアンチピリンが追加されている。）。 
同種の酒石酸エルゴタミン配合薬のクリアミンＡは、酒石酸エルゴタミン 1㎎、無水カフェイン 50㎎、イソプロピルアンチピリン 300㎎ の合剤である。クリアミンＳはクリアミンＡの半量含有の合剤である。カフェルゴットからの切り替えとしてはもっとも近い組成の薬剤である。
トリプタンの出現によって、カフェルゴットの存在価値が低下したことから、ノバルティスでは世界的に販売中止の方向性が決定され、海外工場からの調達が困難になるため、日本では2008年3月31日をもって販売中止し、4月に薬価削除申請、2008年11月21日付けで、経過措置医薬品告示情報が出され、経過措置期限の2009年3月31日付けで保険薬価削除された。

## 薬理
片頭痛の原因は完全には解明されていない。脳での血管の拡張が頭痛の原因のひとつと考えられている。酒石酸エルゴタミンとカフェインは、両方とも血管収縮作用がある。

## 副作用
エルゴタミン・カフェインの血管収縮作用は脳に選択的ではないため、全身での血管収縮作用による副作用が起こりうる。 手や足の冷感、 狭心症 やめまいになどがその例である。